# Liestal (stacja kolejowa)
Liestal – stacja kolejowa w Liestal, w kantonie Bazylea-Okręg, w Szwajcarii. Znajdują się tu 2 perony.